# 保羅·努提尼
保羅·努提尼（Paolo Giovanni Nutini，1987年1月9日—）是一位蘇格蘭歌手，他的父親是意大利人，母親則是蘇格蘭人。保羅的首張專輯《These Streets》在2006年發行，在英國專輯排行榜上的最高排名達到第3位，並且得到了銷量4×白金認證。2009年5月，保羅發行了他的次張專輯《Sunny Side Up》。

## 外部連結
- Philby, Charlotte. . The Independent. 2009-07-18  [2011-03-05]. （原始内容存档于2015-05-11）.